# 密特罗德 生存恐惧
《密特羅德 生存恐懼》（又译作）是一款由水银蒸气开发并由任天堂发行在任天堂Switch平台上的动作冒险游戏。本作是《銀河戰士系列》的主系列第五部正统续作，是2D主系列时隔19年后的新作。本作将继续《密特羅德 融合》之后的故事，系列女主人公银河赏金猎人萨姆斯·艾仁将继续她在宇宙中的冒险，这次她将前往神秘星球ZDR，完成宇宙联邦交给她的调查任务。
本作最初是一个为任天堂DS开发的游戏企划，并计划作为GBA上的《融合》续作，但是未達到構思的演出效果，因此游戏并未正式发售。直到2021年6月的任天堂E3直面会上，任天堂才正式公布本作，并于2021年10月8日发售。本作支持Amiibo玩偶。本作是自神游科技于2006年发售官方中文版《密特羅德 融合》之后时隔15年再次发售系列的中文版游戏，支持繁简中文，也是系列首次繁體中文化。

## 評價
| 汇总媒体   | 得分   |
| ---------- | ------ |
| Metacritic | 88/100 |

| 媒体          | 得分      |
| ------------- | --------- |
| Destructoid   | 8.5/10    |
| Eurogamer     | Essential |
| Game Informer | 9/10      |
| GamesRadar+   | [ 9 ]     |
| GameSpot      | 8/10      |
| IGN           | 9/10      |
| Nintendo Life | [ 12 ]    |
| VentureBeat   | [ 13 ]    |
| Fami通        | 34/40     |

《密特罗德 生存恐惧》是《密特羅德》系列時隔十九年后有關類銀河戰士惡魔城遊戲的正統主系列續作，本作在評價與獎項提名獲得認同，其中更獲得相關方面的遊戲獎項。
截至2022年5月10日，任天堂财报显示《密特罗德 生存恐惧》在全球范围内已售出超过290万份，成为系列销量最高的游戏。

### 所獲獎項
| 年份 | 獎項         | 獲提名           | 結果 | 來源          |
| ---- | ------------ | ---------------- | ---- | ------------- |
| 2021 | 金搖桿獎     | 終極年度遊戲     | 提名 | [ 20 ] [ 21 ] |
| 2021 | 金搖桿獎     | 最佳任天堂遊戲   | 獲獎 | [ 20 ] [ 21 ] |
| 2021 | 遊戲大獎     | 年度遊戲         | 提名 | [ 22 ] [ 23 ] |
| 2021 | 遊戲大獎     | 玩家之聲         | 提名 | [ 22 ] [ 23 ] |
| 2021 | 遊戲大獎     | 最佳動作冒險遊戲 | 獲獎 | [ 22 ] [ 23 ] |
| 2022 | D.I.C.E.大獎 | 年度動作遊戲     | 提名 | [ 24 ]        |